# Saint-Aignan-sur-Roë
Saint-Aignan-sur-Roë è un comune francese di 888 abitanti situato nel dipartimento della Mayenne nella regione dei Paesi della Loira.

## Storia

### Simboli
Lo stemma di Saint-Aignan-sur-Roë è stato adottato nel 1987.
Il giglio e il trefoglie derivano dallo stemma di Orléans, diocesi di cui fu vescovo sant'Aniano. La torre d'oro è simbolo del pays d'élection Château-Gontier.

## Società

### Evoluzione demografica
Abitanti censiti